# باشاكوتيك
باشاكوتيك، الذي هو الاسم الرسمي "مشروع مدينة باشاكوتيك الخاصة، ويقع في منطقة فينتانيلا، شمال غرب مقاطعة كالاو.

## التاريخ

### سنوات 2000

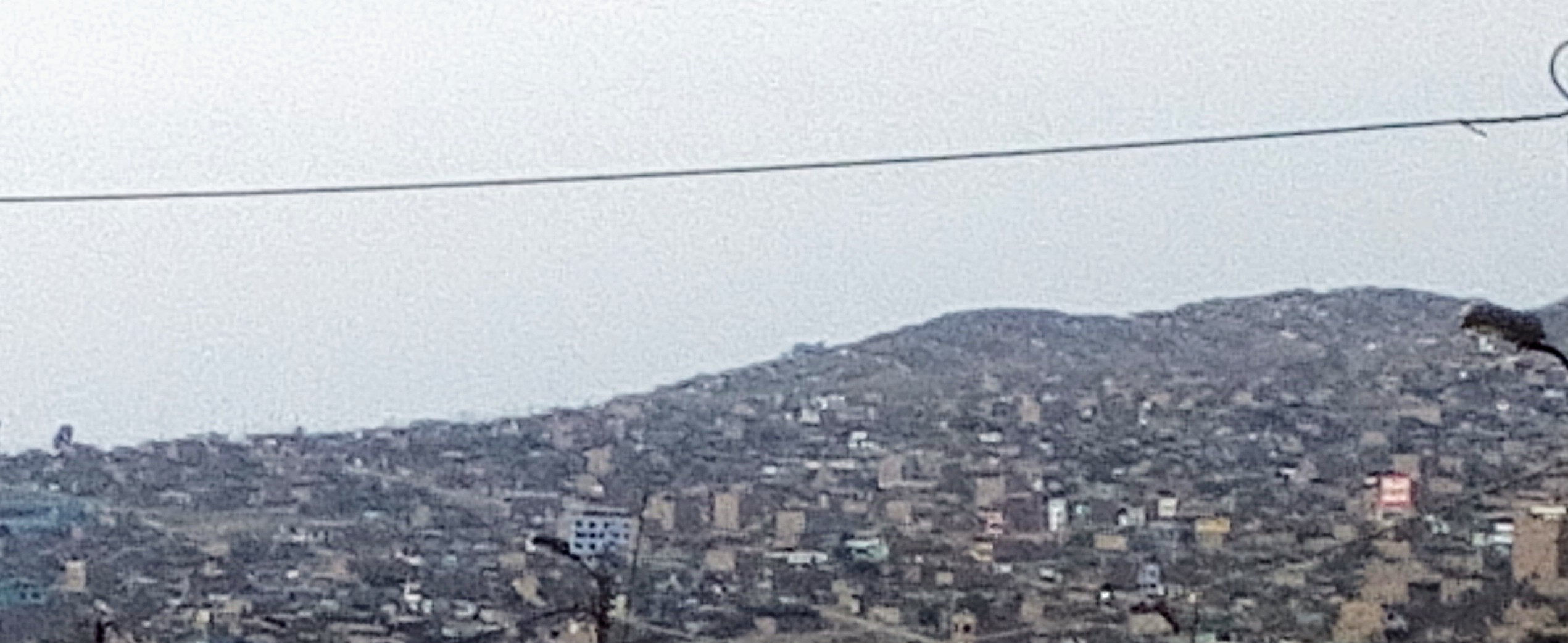

- وتقرر الحكومة الوطنية في ذلك الوقت، من خلال كوفوبري، التدخل. وهكذا، بين 3 و 6 فبراير 2000، يتم نقل أكثر من سبعة آلاف الأسر إلى المشروع الخاص مدينة باشاكوتيك، منطقة فينتانيلا، وهي المنطقة التي تم اختيارها من قبل مجموعة من عشرة بدائل، والمناطق التسعة وتتوافق البقية مع القطاع الخاص . وقد جرت هذه الأحداث في سياق ما قبل الانتخابات، وهو ما دفع بالتدخل المتسارع من جانب الحكومة الوطنية، وارتكب مؤسسات، إلى جانب هيئة كوفوبري المذكورة آنفا، إلى الهيئات العامة المنحل التابعة لمؤسسة تنمية ليما - كالاو (كوردليكا) ووزارة الرئاسة، فضلا عن برنامج المعونة الغذائية الوطنية (سيدابال)، والشرطة الوطنية، والجيش، والبحرية. ويبدو أن كل شيء يشير إلى أن الخدمات الأساسية التي طال انتظارها ستأتي قريبا جدا، ولكن المساعدة لم تستمر إلا حتى منتصف عام 2000. كورديليكا، تدعم التنظيف العام والتبرعات والحاويات والبطانيات، وتساعد برونا في الغذاء، ويدعم سيدابال مع شرب المياه المياه، تدخلت كوفوبري في نقل، وتوزيعها في خمسة قطاعات وإجراء التعداد الأول في نفس شهر فبراير. هذا النقل في باشاكوتيك هو نقطة الانطلاق الرئيسية لإنشاء برنامج الأسرة العائلية (بروفام)، الذي تم إنشاؤه بموجب المرسوم السامي رقم 007-2000-متس من 13 فبراير 2000. في السنة الأولى يتم انتخاب الاجتماعات الأولى (20 شخصا)، بنفس الطريقة التي يتم بها تنفيذ أول كتلة من النعمة، تظهر أول شركات النقل (41، 87، قبل الميلاد، R1)، وأول الطرق وخزانات تم بناؤها والرياضة بدعم من كورديليكا. وفي منتصف عام 2000، نفذت الوحدة النموذج الثاني، وحدات تعليمية وصحية، وأسواق، ولجان من زجاج الحليب، ووا واسي، ومطابخ حساء للطوارئ. وبعد هذا التعداد الثاني، تعلق الحكومة المركزية الدعم وتولد صراعا بين أصحابها وتبدأ حركة المرور. وانسحاب الحكومة المركزية يحفز المسيرة الأولى التي تطالب بالخدمات الأساسية، وبالمثل قبل مشاكل الصراع، في 11 تشرين الثاني / نوفمبر 2000، تقوم لجان أمن المواطنين بالتنسيق مع الشرطة الوطنية. وخلال هذا العام، تظهر المنظمة غير الحكومية كوبروديلي، المرتبطة بالكنيسة الكاثوليكية، التي تقوم بدعم من الدولة بتثبيت ثلاثة مراكز تعليمية في ثلاثة قطاعات.

## تجارة
واحدة من الأنشطة الاقتصادية السائدة في باتشاكوتيك هي التجارة. بعد تأسيس باشاكوتيك في عام 2000، أصبح شارع 225 أكبر حمل لنشاطها الاقتصادي التجاري بفضل سوقها الرئيسي من الإمدادات والخدمات الثانوية.
وقد بدأ بالفعل بحلول عام 2014  نموا هائلا في الكيانات المالية والمصرفية مثل بنوك الادخار البلدية والمصارف الخاصة والبنوك مثل بانكو أزتيكا وميبانكو و كاجا سولانا وكومبارتاموس فينانسيرا

## الأفنيوز الرئيسية

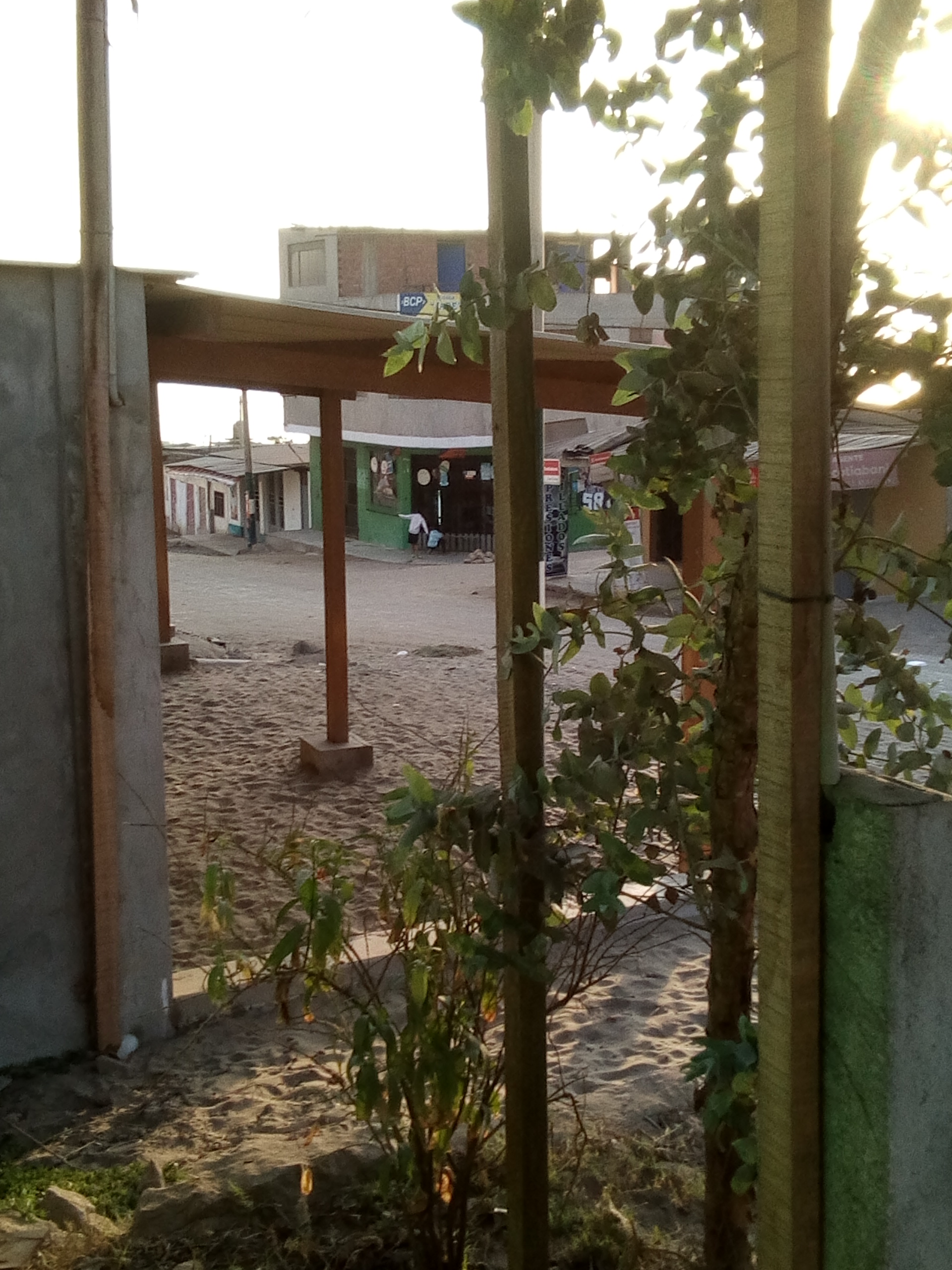

- 225 أفينو
- 200 أفينو
- G أفينو
- المهندسين الطريق